# Klimatická bezpečnost

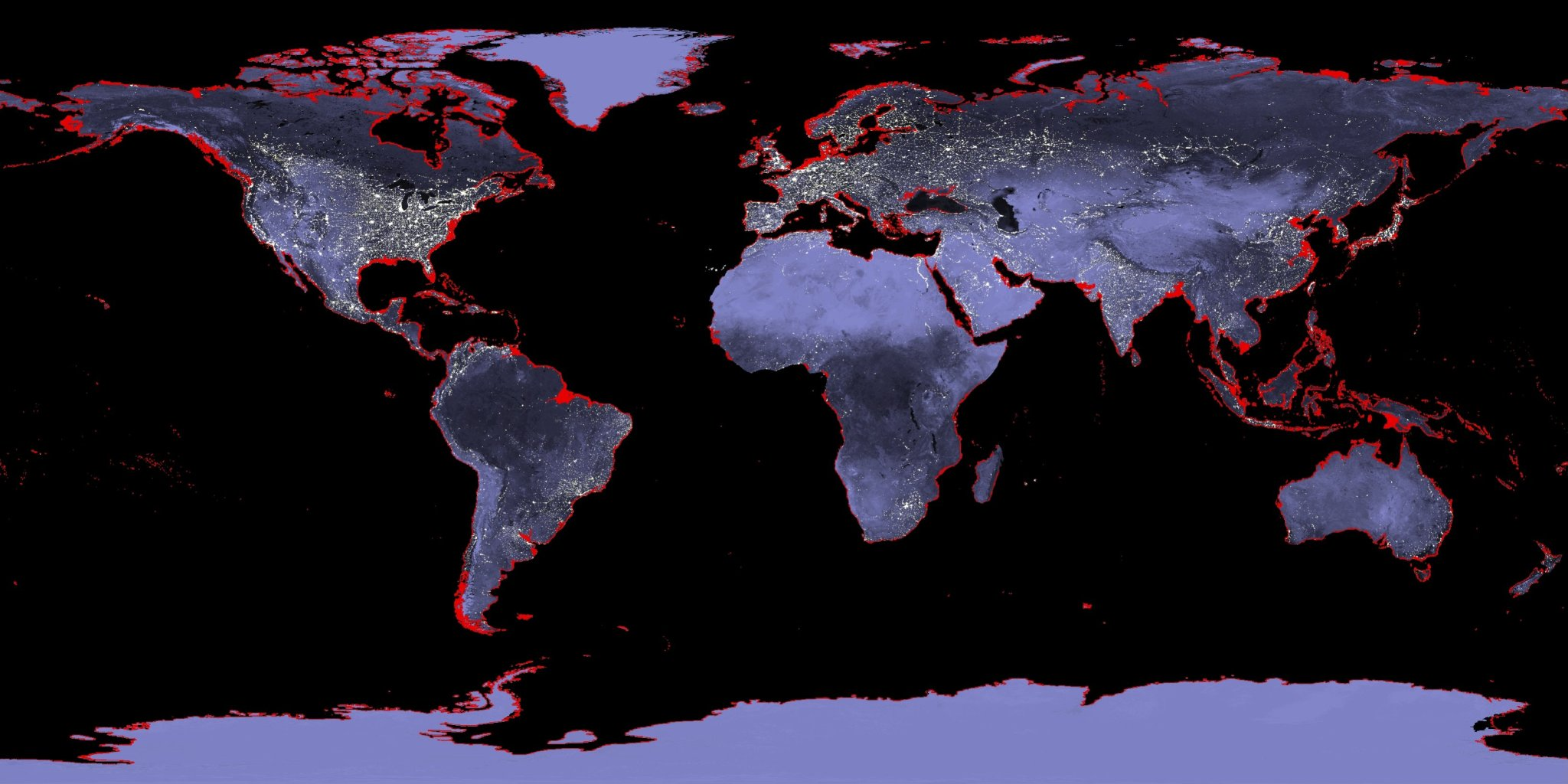
Mapa Země zobrazující vzestup hladiny o 6 metrů (rovnoměrné rozložení, skutečné zvýšení hladiny moře se bude lišit regionálně), zatopené oblasti jsou vyznačeny červenou barvou.

Klimatická bezpečnost se zabývá vážným ohrožením bezpečnosti lidí, ekosystémů a rozvoje zemí v důsledku globálního oteplování. Snaží se klimatické změně přizpůsobit a zmírnit dopady.
Vědecké podklady ke změně klimatu zajistil Mezivládní panel pro změnu klimatu (IPCC), kterého se účastní vědci a instituce z celého světa. Jejich výsledky se stávají podkladem pro politická jednání a následná rozhodnutí.
Během 70. a 80. let provedla skupina Jason, která se zabývá bezpečností, výzkum v oblasti změny klimatu. Změna klimatu byla identifikována jako multiplikátor hrozby, který může zhoršit již existující hrozby. Analýza 60 předešlých studií a 45 datových souborů ukázala, že „změna klimatu zvyšuje úbytek přírodních zdrojů způsobem, který může zvýšit pravděpodobnost devastace živobytí, nestabilitu státu, vysídlení lidí a masových úmrtí“.
V roce 2015 vydal Bílý dům zprávu, která ukázala, že klimatické změny ohrožují některé pobřežní oblasti, a že měnící se Arktida představuje rizika pro ostatní části země, riziko pro infrastrukturu a zvyšuje nároky na vojenské zdroje. NATO v roce 2015 uvedlo, že změna klimatu je významnou hrozbou a „její kousnutí je již cítit“.

## Klimatická změna
V roce 2003 vypracovali Peter Schwartz a Doug Randall zprávu, která se zabývala potenciálními následky různých scénářů souvisejících s klimatem pro národní bezpečnost Spojených států.  
Výzkum Národní rady pro výzkum (National Research Council) z roku 2013 zhodnotil důsledky náhlé změny klimatu, včetně následků na systém fyzického klimatu, přírodní systémy nebo lidské systémy. Autoři poznamenali: „Klíčovou charakteristikou těchto změn je, že změny mohou přijít rychleji, než by se očekávalo, plánovalo nebo vypočítalo, což vyvolává spíše reaktivnější než proaktivní způsoby chování.“

### Zdraví
Studie zjistily, že v důsledku extrémních vln horka dochází k vyšší úmrtnosti. Extrémní teplotní podmínky mohou negativně působit na lidskou termoregulaci. V budoucnu by rostoucí emise mohly vystavit asi 74% světové populace po dobu nejméně dvaceti dnů ročně smrtelným hrozbám způsobeným teplem po dobu nejméně dvaceti dnů ročně.

### Psychologické dopady
Článek z roku 2011 v časopise American Psychologist identifikoval tři třídy psychologických dopadů globální změny klimatu:
- Přímé – „akutní nebo traumatické účinky extrémních klimatických jevů a změně prostředí“
- Nepřímé – „ohrožení emocionálního stavu člověka na základě pozorování dopadů a obav či nejistoty ohledně budoucích rizik“
- Psychosociální – „chronické sociální a společenské následky velkého tepla, sucha, migrací a konfliktů souvisejících s klimatem a postkatastrofální adaptací“

## Přizpůsobování se

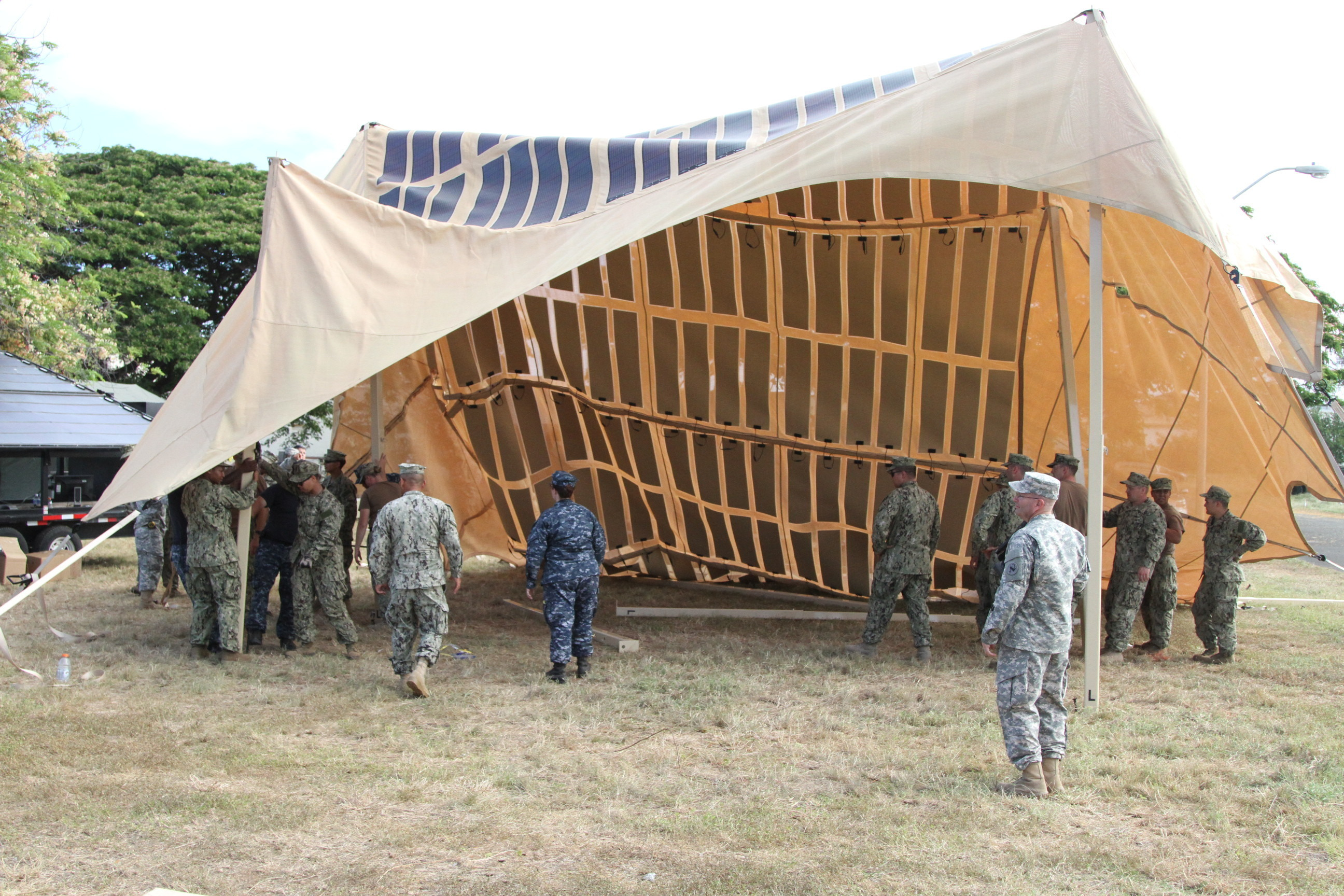
Stavění solárního krytu používaného při humanitární pomoci a pomoci při katastrofách. Sluneční panel může poskytnout dostatek energie pro 24hodinové denní využitý.

### Energie
Minimálně od roku 2010 začala americká armáda agresivně tlačit na využití obnovitelných zdrojů energie, aby snížila potřebu přepravy fosilních paliv. Na základě výroční zprávy NATO z roku 2015 plánuje aliance investovat do obnovitelných zdrojů energie a energetické účinnosti s cílem snížení rizika pro vojáky, a uvedení důvodů následků změny klimatu.

## Nástroje a instituce klimatické bezpečnosti
Mezivládní panel pro změnu klimatu (IPCC) – odborníci z mnoha zemí, podporovaní vládami, kteří shrnují vědecká poznání toho, co se s klimatem děje, jaké jsou dopady a ohrožení a jak lze bojovat, vydává komplexní zprávy a dokumenty o klimatické změně
Summit Země - konference OSN o životním prostředí v Riu de Janeiru (1992), hlavní dohody Agenda 21, Deklarace Konference OSN o životním prostředí a rozvoji, Zásady obhospodařování lesů
Rámcová úmluva OSN o změně klimatu - z roku 1992, smluvními stranami země OSN, cílem "...stabilizovat atmosférické koncentrace skleníkových plynů na takové hladině, která předejde nebezpečnému antropogennímu narušení klimatického systému".
Kjótský protokol - původně do 2012, dohoda snižující emise, s pozitivním vlivem na EU, ale nikdy jej neratifikovaly USA
Pařížská dohoda - 2015, formuluje dlouhodobé cíle ochrany klimatu, aby se udrželo zvyšování globální teploty pod 2 °C, platí pro rozvinuté i rozvojové státy
Strategický balíček 20-20-20 - evropský nástroj, jak do roku 2020 snížit skleníkové plyny o 20 % oproti 1990, zvýšit obnovitelné zdroje energie na 20% a zvýšit účinnost využívání energie o 20 %
Klimatický a energetický rámec - od 2014 v EU, pro rok 2030 - snížit emise o 40 % oproti 1990, zvýšit podíl obnovitelných zdrojů energie na 27 %, zvýšit účinnost využívání energie o 27 %
2050 Low Carbon Roadman - v roce 2050 by měly emise klesnout o 80 % oproti 1990